# Metopella nasuta
Metopella nasuta är en kräftdjursart. Metopella nasuta ingår i släktet Metopella och familjen Stenothoidae. Inga underarter finns listade i Catalogue of Life.